# Yasser Farag
Yasser Ibrahim Farag (en arabe, ياسر ابراهيم فرج, né le 2 mai 1984) est un athlète égyptien, spécialiste du lancer du poids et du lancer du disque.
Ses meilleures performances sont de 19,87 m (2008) et de 61,58 m (Alger, 2007). Il a remporté la médaille de bronze aux Jeux méditerranéens 2009 à Pescara. Il améliore son record au Caire, le 6 mai 2009, en réussissant 19,97 m.
Au lancer du disque, son record personnel est de 62,70 m à El Maadi, le 6 mai 2011, la même année où il remporte deux médailles d'or aux Jeux africains de Maputo.

## Palmarès
| Date | Compétition                    | Lieu                  | Résultat | Épreuve |
| ---- | ------------------------------ | --------------------- | -------- | ------- |
| 2001 | Championnats d'Afrique juniors | Tunis                 | 1er      | Poids   |
| 2001 | Championnats du monde cadets   | Debrecen              | 2e       | Poids   |
| 2002 | Championnats du monde juniors  | Kingston              | 7e       | Poids   |
| 2003 | Jeux africains                 | Abuja, Nigeria        | 3e       | Poids   |
| 2004 | Championnats d'Afrique         | Brazzaville           | 3e       | Poids   |
| 2004 | Jeux panarabes                 | Alger                 | 2e       | Poids   |
| 2006 | Championnats d'Afrique         | Bambous, Maurice      | 1er      | Poids   |
| 2006 | Championnats d'Afrique         | Bambous, Maurice      | 2e       | Disque  |
| 2006 | Coupe du monde des nations     | Athènes               | 8e       | Poids   |
| 2007 | Jeux africains                 | Alger                 | 1er      | Poids   |
| 2007 | Jeux africains                 | Alger                 | 2e       | Disque  |
| 2007 | Championnats panarabes         | Amman                 | 2e       | Poids   |
| 2007 | Championnats panarabes         | Amman                 | 2e       | Disque  |
| 2007 | Jeux panarabes                 | Le Caire              | 3e       | Poids   |
| 2007 | Jeux panarabes                 | Le Caire              | 3e       | Disque  |
| 2008 | Championnats d'Afrique         | Addis-Abeba, Éthiopie | 2e       | Poids   |
| 2008 | Championnats d'Afrique         | Addis-Abeba, Éthiopie | 2e       | Disque  |
| 2009 | Championnats panarabes         | Damas                 | 3e       | Poids   |
| 2009 | Championnats panarabes         | Damas                 | 3e       | Disque  |
| 2009 | Jeux méditerranéens            | Pescara               | 3e       | Disque  |
| 2009 | Jeux de la Francophonie        | Beyrouth              | 2e       | Poids   |
| 2009 | Jeux de la Francophonie        | Beyrouth              | 2e       | Disque  |
| 2010 | Championnats d'Afrique         | Nairobi               | 2e       | Disque  |
| 2011 | Jeux africains                 | Maputo                | 1er      | Poids   |
| 2011 | Jeux africains                 | Maputo                | 1er      | Disque  |
| 2011 | Jeux panarabes                 | Doha                  | 1er      | Poids   |
| 2011 | Jeux panarabes                 | Doha                  | 2e       | Disque  |
| 2013 | Championnats panarabes         | Doha                  | 2e       | Poids   |

## Records
| Épreuve | Épreuve   | Marque  | Lieu       | Date              |
| ------- | --------- | ------- | ---------- | ----------------- |
| Disque  | Plein air | 63,20 m | Maputo     | 11 septembre 2011 |
| Disque  | En salle  | 63,37 m | Växjö      | 27 mars 2010      |
| Poids   | Plein air | 19,97 m | Al-Qâhirah | 6 mai 2009        |
| Poids   | En salle  | 18,06 m | Doha       | 12 mars 2010      |